# Ruta 10 (Paraguay)
Die Ruta 10, auch Las Residentas genannt, ist eine Schnellstraße in Paraguay. Die Straße ist eine Ost-West-Route durch den östlichen Teil des Landes, von Villa del Rosario nach Salto del Guairá, in der Nähe der Grenze zu Brasilien. Die Straße ist 326 Kilometer lang.

## Straßenbeschreibung
Die RN10 beginnt in der Ortschaft Villa del Rosario am Río Paraguay. Die Straße verläuft östlich durch die Savanne. Um Itacurubí del Rosario ist eine der wenigen Umgehungsstraßen in Paraguay gebaut. Sie erreichten dann die kleine Stadt San Estanislao, wo man die Ruta 3 und die Ruta 8 überquert. Die RN10 verläuft etwa 35 Kilometer südlich, um dann nach Nordosten weiterzuführen. Die Straße verläuft ostwärts und endet in der Stadt Salto del Guairá. Eine Seitenstraße führt dann weiter bis zur Grenze von Brasilien, die eine Verbindung mit dem BR-163 ist.

## Geschichte
Die RN10 ist traditionell eine eher untergeordnete Ost-West-Route in diesem Gebiet. Von 2001 bis 2003 wurde die Strecke an einigen Orten gepflastert, heute ist sie auf der gesamten Länge asphaltiert. Etwa 2011 wurde um Itacurubí del Rosario eine Ringstraße gebaut, eine der ersten Umgehungen in Paraguay.